# Дивеєво
Дивеєво (рос. Дивеево, рос. дореф. Дивѣево) — село в Дивеєвському районі Нижньогородської області Російської Федерації.
Населення становить 6408 осіб. Входить до складу муніципального утворення Дивеєвська сільрада.

## Історія
Від 2009 року входить до складу муніципального утворення Дивеєвська сільрада.

## Населення
| 1959 | 1970  | 1979  | 1989  | 2002  | 2010  |
| ---- | ----- | ----- | ----- | ----- | ----- |
| 1430 | ↗4437 | ↗4828 | ↗5511 | ↗6500 | ↘6408 |